# Assetjador
L'assetjador, segons el DIEC, és una persona que assetja i, al mateix torn, defineix "assetjar" com a «Importunar insistentment (algú) amb les nostres pretensions». L'assetjament es pot produir de forma física, psicològica, o mitjançant l'ús de les tecnologies de la informació (TIC), és a dir, a través d'Internet o del telèfon.

## Tipus d'assetjador segons l'àmbit en el qual es produeix l'assetjament
Es poden diferenciar diversos tipus d'assetjament:
- L'assetjament psicològic o físic
- L'assetjament escolar
- El ciberassetjament
- L'assetjament sexual
- Assetjament sexual de segon ordre
- L'assetjament laboral
- Assetjament immobiliari

## L'assetjament psicològic
El perfil genèric de l'assetjador és el d'una persona freda, amb poc o cap respecte pels altres. Un assetjador és un depredador que pot esperar pacientment connectat a la xarxa, participar en xats o en fòrums fins que entaula contacte amb algú que li sembla susceptible d'ésser molestat, generalment dones o nens, que poden ser tant persones conegudes de l'assetjador com desconeguts. L'assetjador gaudeix i mostra el seu poder quan persegueix i danya psicològicament aquesta persona».
El web del wiredpatrol defineix quatre tipus d'assetjador psicològic: obsessiu-simple, amor obsessiu - desil·lusionat, erotomaníac i síndrome de víctima falsa.
- L'obsessiu simple és un individu que ja ha mantingut una relació amb la víctima, i que no pot acceptar que aquesta s'acabi, encara que li ho facin saber repetides vegades. És possible que aquest tipus d'assetjador ja hagués estat emocionalment abusiu amb l'assetjada o assetjat durant la relació establerta. En investigacions de Geberth[2] es detecta que aquest grup d'assetjadors és el més nombrós, un 47%, i el que suposa una amenaça més gran per a la víctima.
- El segon tipus, el que demostra un amor obsessiu, sol ser una persona sola, amb poca facilitat per establir relacions personals i que en alguns casos pot patir malalties mentals com l'esquizofrènia o el trastorn bipolar. És l'assetjador que persegueix una persona cèlebre i que no té contacte amb la víctima més enllà del límit de la seva pròpia ment. Suposa el segon grup més gran, segons Geberth,[2] i representa un 43% dels subjectes assetjadors.
- El tercer, l'erotomaníac, difereix de l'anterior en la seva percepció, perquè creu que la seva víctima està enamorada d'ell, i per això la persegueix.
- El quart grup, format per subjectes amb l'anomenada síndrome de víctima falsa,[3] es caracteritza per acusar una altra persona real o imaginària d'assetjar-la.[1]

### L'enveja
El sentiment d'inferioritat opera en forma de culpabilitat que l'assetjador sent pel fet de no posseir atributs que ell estima ideals. Els defectes físics, intel·lectuals o emocionals generen un sentiment d'inferioritat que la persona intenta compensar mitjançant el desenvolupament d'un complex de superioritat. El complex de superioritat fa que l'assetjador visqui, de manera fictícia, la possessió de valors, atributs i qualitats que en realitat no té, i els negui en els altres de manera defensiva. El fet que sorgeixi en el seu entorn una persona —la víctima— que sí que té aquestes característiques, suposa per a l'assetjador un veritable xoc amb la realitat. La seva reacció davant d'aquesta dolorosa realitat sol consistir a negar i eliminar la font de la dissonància desenvolupant el psicoterror contra la víctima. L'objectiu és fer desaparèixer la víctima de l'horitzó psicològic de l'assetjador perquè les seves capacitats suposen per a aquest una desestabilizació psicològica.

### La manca de principis
| «                       | Els assetjadors són persones que tenen una profunda alteració de la personalitat. Són subjectes que no tenen norma moral interna; que no dubten a eliminar un possible competidor. L'assetjador també pot ser un individu narcisista, amb un profund complex d'inferioritat, però que davant dels altres sempre es vana del que val. Aquests subjectes tendeixen a envoltar-se de persones mediocres o submises que confirmen aquesta idea que tenen d'ells mateixos. De fet, solen ser persones poc brillants, però molt hàbils en la manipulació dels altres, tant per aconseguir la seva col·laboració anònima i silenciosa, com per maltractar. Són experts en debilitats humanes. Són autèntics psicòpates, no tenen capacitat per posar-se al lloc dels altres. La seva ment, a més, funciona a l'inrevés. Les llàgrimes produeixen compassió, en ells no. Els signes de debilitat són un detonant que accentua el seu comportament agressiu. Aquests psicòpates intenten humiliar, anul·lar, i aniquilar la seva víctima, i per aconseguir-ho no dubten a agredir verbal o físicament, i a inventar tota mena de rumors i calúmnies. Així manipulen els altres i propicien el seu linxament públic. El mobbing és causa, a Europa, d'un de cada cinc suïcidis | » |
| — Iñaki Piñuel y Zabala | |   |

| « | Els assetjadors són persones ressentides, frustrades, envejoses, geloses o egoistes; tenen un d'aquests trets, o diversos, o tots en major o menor mesura. Estan necessitats d'admiració, reconeixement i protagonisme, i el que volen és figurar, ascendir o aparentar, tot i que simplement vulguin fer mal o anul·lar una altra persona | » |

### La manca d'empatia
L'assetjador psicològic, a diferència d'un altre assetjador, com pot ésser el sexual, manté fins a l'últim moment (la sentència condemnatòria). i fins i tot després, la convicció interna de no haver fet res de dolent. Així com en l'assetjament sexual, el subjecte actiu que ha estat demandat o denunciat sol interioritzar a l'arribada als tribunals que alguna cosa ha fet (... bé, és cert que aquest dia em vaig passar una mica ...), encara que tot seguit intenti desdramatitzar el seu comportament amb frases com "... però no cal tenir una ment estreta" o "estem en una societat liberalitzada" o altres de similars.
L'assetjador psicològic no té les habilitats emocionals que les seves víctimes tenen, pensa que en destruir-les pot assimilar d'alguna manera les seves competències interpersonals.
La Marie-France Hirigoyen, en la seva obra L'assetjament moral, proporciona una sèrie de característiques pròpies de les personalitats narcisistes que poden ajudar a detectar un perseguidor o fustigador en el lloc de treball:
- Té una idea grandiosa de la seva pròpia importància.
- L'absorbeixen fantasies il·limitades d'èxit i de poder.
- Es considera especial i únic.
- Té una necessitat excessiva de ser admirat.
- Pensa que la víctima li deu tot.
- Explota l'altre en les seves relacions interpersonals.
- Immaduresa emocional.
- No té empatia (no se sent culpable) encara que pot ser molt brillant socialment.
- Pot fingir que entén els sentiments dels altres.
- Té actituds i comportaments arrogants.
- Se sent acomplexat respecte a la víctima.

La majoria dels experts en personalitat parlen de personalitat psicopàtica o antisocial personalitat narcisista, mediocritat inoperant activa, o psicòpata organitzacional. Es parla de trets paranoides, i en realitat el pervers narcisista s'aproxima molt al paranoic; de fet, són conceptes propers per bé que l'assetjador té només part de les seves característiques de personalitat. El seu perfil psicològic té les característiques següents:
- La falta d'empatia: són incapaços de posar-se al lloc de l'altre, se centren en ells mateixos però busquen el suport dels altres. Són insensibles, incapaços de deprimir i d'experimentar autèntics sentiments de dol o tristesa. En les seves relacions interpersonals veuen l'altre com una amenaça, els falta humilitat per enriquir-se i aprendre dels altres. Viuen atemorits per les capacitats de les persones que els envolten.
- Els irresponsables i mancats de sentiment de culpa: tenen dificultats per a prendre decisions en la seva vida diària i necessiten que altres persones assumeixin aquesta responsabilitat. Es defensen mitjançant mecanismes de projecció i de negació de la realitat, i adjudiquen la culpa a l'altre. Són conscients que no tenen sentiments i els simulen per emmascarar-se davant dels altres. No tenen sentiments de culpa però són uns mestres en l'art de manipular aquest sentiment en els altres.
- La mentida compulsiva i sistemàtica en la seva màxima competència. Solen portar una doble vida i refan la seva vida privada amb facilitat perquè es fan passar per víctimes. Fingeixen l'apropiació de les característiques que els franquegen la confiança dels altres tant en la seva vida privada, com en la professional i social. Són impostors que simulen per donar imatge de bones persones. De vegades es nota amb claredat que menteixen, però les seves mentides poden ésser tan grans i tan descarades en públic que les víctimes sovint queden anorreades, paralitzades i incapacitades per a respondre. Altres vegades l'engany no és tan evident, ja que són grans actors i fingeixen amb molta habilitat.
- La megalomania i el discurs messiànic: es col·loquen en posició de referència del bé i del mal, tenen un discurs moralitzant, exhibeixen valors morals irreprotxables, es presenten com a persones religioses o cíviques. Aconsegueixen així donar una bona imatge d'ells mateixos, alhora que denuncien la perversió humana.
- Encant personal: entren en relació amb els altres emprant la seva capacitat seductora. Se'ls sol descriure com encantadors i per aquest motiu quan es descobreix el seu crim l'entorn reacciona amb sorpresa.
- El vampirisme i l'estil de vida parasitari: senten una enveja molt intensa envers les persones que tenen coses de què ells estan mancats, sobretot els que gaudeixen de la vida. Són molt pessimistes i la vitalitat dels altres els assenyala les seves pròpies mancances. Per afirmar han de destruir. Compensen el seu dèficit d'autoestima a força de rebaixar les seves víctimes i d'exaltar les seves suposades qualitats. En la vida privada les seves parelles solen ser molt optimistes i es casen amb persones que els puguin mantenir. Sembla que intenten sempre cercar un alt estatus social encara que no ho aconsegueixin. Sovint expliquen que es relacionen amb persones de classe alta, si bé aquestes persones només existeixen en la seva imaginació. Als seus llocs de treball aconsegueixen que els altres els facin la feina si volen.
- La paranoia: el pervers narcisista pren el poder mitjançant la seducció; el paranoic, per la força. Els perversos narcisistes recorren a la força física només quan la seducció deixa de ser eficaç. La fase de violència física del procés d'assetjament moral és en si mateixa un desequilibri paranoic. Els perversos quan ataquen pretenen protegir-se, ataquen abans de ser atacats. També recorren al mecanisme projectiu propi del paranoic: se situen com a víctimes i fan que els altres també els percebin com a víctimes de les persones a les quals agredeixen, que suposadament els han traït. Però sovint es valen dels recursos psicològics i eviten l'ús de la força per no ser descoberts. Saben amagar-se d'una forma magistral.
- La manipulació premeditada: no manipulen de forma aleatòria com ho faria un psicòpata criminal. El psicòpata organitzacional té un objectiu meditat i deliberat, que sovint és el poder. La tàctica del psicòpata sol seguir sempre el mateix patró: fase d'estudi i avaluació, fase de manipulació i fase de confrontació.

Els sentiments d'inadequació són els que porten l'assetjador a eliminar del seu entorn el que considera una amenaça, la víctima. Els especialistes solen parlar dels "cadàvers a l'armari" de l'assetjador moral, que sol tenir un passat "criminal" en què ha eliminat successives víctimes, tant en l'àmbit de la feina com en el de la parella. L'experiència que adquireix en els seus anys d'assetjament el fa perfeccionar la seva tècnica fins a convertir-lo en un mestre de la inducció al suïcidi. Se'ls considera assassins psíquics en sèrie. L'assetjador moral és un mort en vida que necessita la imatge de bona persona que els altres tenen d'ell per a sobreviure, i en la seva obsessió per mantenir aquesta imatge s'emmascara, es renta les mans, evita embrutar-se les mans de sang i llança la seva responsabilitat a altres persones.

### La covardia
En el cas de ciberassetjament, cal afegir l'element característic de la covardia, ja que l'assetjador s'oculta gràcies a l'anonimat i la falsificació de la identitat que Internet proporciona. Tot i que, de fet, també a la vida real acostuma a dissimular les seves accions i actituds perverses, i amaga amb habilitat les seves intencions reals; de fet, tal com assenyala Hirigoyen, no acostuma a buscar l'enfrontament directe, almenys en el cas de l'assetjament laboral, sinó que la seva arma és la manipulació psicològica.

### L'educació
Els assetjadors provenen de qualsevol capa de la societat, segons els experts, però tots tenen una sèrie de trets en comú. Tots han estat educats amb valors com la submissió i la prepotència, i no en la igualtat, i estan acostumats a sotmetre, entre d'altres aspectes.
Els assetjadors estan motivats per un desig de control sobre les accions i sentiments de les seves víctimes, i per un desig de mantenir algun tipus de connexió amb elles a través de la manipulació i el control sense tenir en compte els desitjos de la víctima. Amb molta freqüència, els assetjadors amenacen i molesten amb un comportament hostil i agressiu que pot arribar a la violència.

### L'anonimat
En el cas del ciberassetjador, aquest se sent en una posició de poder des de l'aparent anonimat que es percep mentre s'està "en línia". Durant tot aquest temps va recopilant tota la informació possible sobre la seva víctima, fonamentalment en aquells aspectes que formen part de la seva vida privada i dels seus moviments a la Xarxa. Una vegada obtinguda la informació, és quan l'assetjador inicia el seu procés d'assetjament. Però si l'assetjador és realment una persona depravada i/o malalta i, si la informació obtinguda fins aquest moment és suficient, començarà el setge amb els diferents mitjans que tingui al seu abast. La seva motivació per a l'assetjament sempre gira entorn de l'assetjament sexual, l'obsessió amorosa, l'odi, l'enveja, la venjança o la incapacitat d'acceptar un rebuig.

## L'assetjador laboral
La finalitat última de l'assetjador és l'assassinat psicològic de la víctima, i el motiu principal és encobrir la pròpia mediocritat, a causa de la por i la inseguretat que experimenta l'assetjador quant a la seva pròpia carrera professional. D'aquesta manera tracta de desviar l'atenció o desvirtuar les situacions de risc per a ell, fent de les víctimes veritables bocs expiatoris de les organitzacions. La mera presència de la víctima en el lloc de treball desencadena, per les seves característiques diferencials, una sèrie de reaccions inconscients, causades pels problemes psicològics previs que presenten els fustigadors. En altres ocasions, la por procedeix de l'amenaça que suposa per a aquests el coneixement per part de la víctima de situacions irregulars, il·legals o de fraus.
Els agents tòxics de l'assetjament són en la majoria dels casos els superiors o caps, que tenen el suport d'esbirros o sicaris. També hi ha molts assetjadors entre els mateixos companys de la víctima, i es calcula que en un 4% de casos, el mobbing és de tipus ascendent, és a dir, del subordinat al superior.
És freqüent que els assetjadors actuïn en grups o bandes d'assetjament, i els actes de fustigació solen ser, com s'ha vist, crits, insults, reprensions constants, humiliacions, falses acusacions, obstaculitzacions, bromes, malnoms... Tot això pot desembocar en l'autèntic linxament psicològic de la víctima, que si és practicat entre tots els treballadors és molt difícil de provar, de manera que l'assassinat psicològic haurà resultat perfecte.
L'exposició a aquestes conductes de fustigació reals i observables no és un fet casual sinó plenament causal o intencional, ja que qui assetja intenta, amb més o menys consciència, un dany o perjudici per a qui resulta ser el blanc d'aquests atacs, molt especialment l'acovardiment
 i la fallida de la seva resistència psicològica a mitjà termini. Tot procés d'assetjament psicològic a la feina té com a objectiu intimidar, reduir, aplanar, apocar, acoquinar, i consumir emocionalment i intel·lectualment la víctima, amb vista a anul·lar-la, sotmetre-la o eliminar-la de l'organització, que és el mitjà a través del qual l'assetjador canalitza i satisfà una sèrie d'impulsos i tendències psicopàtiques.
No és infreqüent —encara que no és sempre el cas— que aquesta necessitat insaciable d'agredir, controlar i destruir que solen presentar els fustigadors, procedeixi d'una sèrie de tendències psicopatològiques o de personalitats mòrbides o premòrbides. Aquestes psicopaties corresponen a autopromotors aberrants, maquiavèl·lics, narcisistes o paranoides, que aprofiten la situació que els brinden els entorns més o menys turbulents o desregulats de les organitzacions modernes per acarnissar-se sobre les seves víctimes.
Amb tot, els agressors abusen i es prevalen correntment de la seva posició de poder jeràrquic formal, però de la mateixa manera recorren al seu poder de tipus informal (els poders fàctics) dins de l'organització per posar remei a les frustracions a través de la violència psicològica sobre altres, compensar els seus complexos o donar curs a les seves tendències més agressives i antisocials.

## L'assetjador escolar
Encara que l'assetjador escolar no és necessàriament una persona que pateix malaltia mental o trastorn de la personalitat greu, presenta normalment algun tipus de psicopatologia; fonamentalment, absència d'empatia i algun tipus de distorsió cognitiva.
La manca d'empatia explica la seva incapacitat per posar-se al lloc de l'assetjat i ser insensible al sofriment d'aquest.
La presència de distorsions cognitives té a veure amb el fet que la seva interpretació de la realitat sol eludir l'evidència dels fets i sol comportar una delegació de responsabilitats en altres persones. Així, normalment responsabilitza de la seva acció assetjadora la víctima, que l'hauria molestat o desafiat prèviament, de manera que no reflecteix cap mena de remordiment pel que fa a la seva conducta.
El nen mal educat en la família probablement reproduirà a l'escola els hàbits adquirits: no respectarà, ni empatitzarà amb els professors, ni amb els seus companys. Les seves frustracions el poden portar a triar un cap de turc. Sovint serà aquell company que li faci patents les seves limitacions i mancances, o que, simplement, li sembli vulnerable.